# Dermomycoides beccarii
Dermomycoides beccarii är en svampart som beskrevs av Granata 1919. Dermomycoides beccarii ingår i släktet Dermomycoides, ordningen Chytridiales, klassen Chytridiomycetes, divisionen pisksvampar och riket svampar.   Inga underarter finns listade i Catalogue of Life.